# Episodi di Coop & Cami: A voi la scelta (seconda stagione)
La seconda stagione di Coop & Cami: A voi la scelta è in onda negli Stati Uniti dal 5 ottobre 2019 all'11 settembre 2020 su Disney Channel. In Italia è stata pubblicata su Disney+ il 15 gennaio 2021.
| nº | Titolo originale                                    | Titolo italiano                                                | Prima TV USA      | Prima TV Italia |
| -- | --------------------------------------------------- | -------------------------------------------------------------- | ----------------- | --------------- |
| 1  | Would You Wrather Catch an Evil Bunny?              | A voi la scelta! Preferireste acchiappare un coniglio cattivo? | 5 ottobre 2019    | 15 gennaio 2021 |
| 2  | Would You Wrather Sing or Fly?                      | A voi la scelta! Cantare o volare?                             | 12 ottobre 2019   | 15 gennaio 2021 |
| 3  | Would You Wrather Be the Weakest Link?              | A voi la scelta! Preferireste essere l'anello più debole?      | 19 ottobre 2019   | 15 gennaio 2021 |
| 4  | Would You Wrather Get a Selfie?                     | A voi la scelta! Vorreste farvi un selfie?                     | 26 ottobre 2019   | 15 gennaio 2021 |
| 5  | Would You Wrather Have a Frozen Phone?              | A voi la scelta! Preferireste avere un telefono congelato?     | 2 novembre 2019   | 15 gennaio 2021 |
| 6  | Would You Wrather Get High Honors?                  | A voi la scelta! Vorreste essere uno studente modello?         | 9 novembre 2019   | 15 gennaio 2021 |
| 7  | Would You Wrather Be Caught in the Middle?          | A voi la scelta! Ritrovarsi nel mezzo?                         | 16 novembre 2019  | 15 gennaio 2021 |
| 8  | Would You Wrather Live in an Igloo?                 | A voi la scelta! Vivreste in un igloo?                         | 23 novembre 2019  | 15 gennaio 2021 |
| 9  | Would You Wrather Lose Your Presents?               | A voi la scelta! Rinuncereste ai regali di Natale?             | 7 dicembre 2019   | 15 gennaio 2021 |
| 10 | Would You Wrather Skate Circles Around Your Sister? | A voi la scelta! Pattinereste con vostra sorella?              | 23 marzo 2020     | 15 gennaio 2021 |
| 11 | Would You Wrather Watch a Ferret?                   | A voi la scelta! Fare la guardia a un furetto?                 | 24 marzo 2020     | 15 gennaio 2021 |
| 12 | Would You Wrather Take a Dive?                      | A voi la scelta! Tuffarsi o no?                                | 25 marzo 2020     | 15 gennaio 2021 |
| 13 | Would You Wrather Have a World Record?              | A voi la scelta! Stabilireste un record mondiale?              | 26 marzo 2020     | 15 gennaio 2021 |
| 14 | Would You Wrather Turn 13?                          | A voi la scelta! Una festa di compleanno per i 13 anni?        | 27 marzo 2020     | 15 gennaio 2021 |
| 15 | Would You Wrather Trash a Friend?                   | A voi la scelta! Riciclare o no?                               | 3 aprile 2020     | 15 gennaio 2021 |
| 16 | Would You Wrather Have Mom Bust You Out?            | A voi la scelta! Obbedire alla mamma?                          | 10 aprile 2020    | 15 gennaio 2021 |
| 17 | Would You Wrather Lose Your Bestie?                 | A voi la scelta! Perdereste il vostro migliore amico?          | 1º giugno 2020    | 15 gennaio 2021 |
| 18 | Would You Wrather Have a Secret Admirer?            | A voi la scelta! Un ammiratore segreto?                        | 2 giugno 2020     | 15 gennaio 2021 |
| 19 | Would You Wrather Live with Kramsky?                | A voi la scelta! Vivere con Kramsky?                           | 3 giugno 2020     | 15 gennaio 2021 |
| 20 | Would You Wrather Go to Prom?                       | A voi la scelta! Preferite andare al ballo di fine anno?       | 4 giugno 2020     | 15 gennaio 2021 |
| 21 | Would You Wrather Say Goodbye?                      | A voi la scelta! Dire addio?                                   | 5 giugno 2020     | 15 gennaio 2021 |
| 22 | Would You Wrather Dress Like a Pilgrim?             | A voi la scelta! Preferite vestirvi come i padri pellegrini?   | 12 giugno 2020    | 15 gennaio 2021 |
| 23 | Would You Wrather Crash a Wedding?                  | A voi la scelta! Rovinereste un matrimonio?                    | 19 giugno 2020    | 15 gennaio 2021 |
| 24 | Would You Wrather Rip Your Pants?                   | A voi la scelta! Vi scatenereste con gli amici?                | 26 giugno 2020    | 15 gennaio 2021 |
| 25 | Would You Wrather Be the Wagners?                   | A voi la scelta! Seguire le tradizioni?                        | 17 luglio 2020    | 15 gennaio 2021 |
| 26 | Would You Wrather Have a Pig in a Cowboy Hat?       | A voi la scelta! Vendichereste un'amica?                       | 7 agosto 2020     | 15 gennaio 2021 |
| 27 | Would You Wrather Move?                             | A voi la scelta! Trasferirsi o no?                             | 14 agosto 2020    | 15 gennaio 2021 |
| 28 | Would You Wrather Have a Snow Day?                  | A voi la scelta! Preferireste un giorno di neve?               | 11 settembre 2020 | 15 gennaio 2021 |